# Elecciones presidenciales de Estados Unidos de 2020
Las elecciones presidenciales de 2020 se celebraron el martes 3 de noviembre de 2020, y fueron las quincuagésimo novenas elecciones presidenciales en Estados Unidos. Los votantes eligen a los compromisarios que a su vez deben escoger al nuevo presidente y vicepresidente a través del Colegio Electoral. El límite establecido por la Vigesimosegunda Enmienda constitucional permitió al entonces presidente en ejercicio, Donald Trump, postularse para un segundo periodo de gobierno. La elección dejó como resultado la victoria del candidato del Partido Demócrata, Joe Biden, quien obtuvo 306 votos electorales frente a los 232 que consiguió Trump, del Partido Republicano. En lo que respecta al voto popular, Biden recibió 81 millones de votos a nivel nacional, mientras que Trump obtuvo 74 millones. Con su derrota, Trump se convirtió en el primer presidente en no ser reelecto desde 1992. 
Este proceso electoral es mediante una elección indirecta, donde los votantes emiten sus votos por una lista de delegados para una convención de nominación de un partido político, quienes luego eligen al nominado presidencial de su partido.
Además, se eligieron 34 senadores y la totalidad de la Cámara de Representantes. Antes de las votaciones se organizan una serie de debates presidenciales televisados entre los dos principales candidatos presidenciales, así como uno vicepresidencial.
Los temas centrales de esta elección incluyeron el impacto de la pandemia de COVID-19, la cual provocó el fallecimiento de más de 200 000 ciudadanos estadounidenses; protestas como reacción a la muerte de George Floyd, de la muerte de Breonna Taylor y otros afroamericanos; la muerte de la jueza asociada de la Suprema Corte Ruth Bader Ginsburg y la subsecuente confirmación de la jueza Amy Coney Barrett; así como también el futuro de la Ley del Cuidado de Salud a Bajo Precio o más conocida como Obamacare.
El 7 de noviembre, cuatro días después del día de la elección, el candidato demócrata Joe Biden fue anunciado como el virtual ganador de las elecciones presidenciales, a la espera de los cómputos finales y posterior ratificación de los resultados por parte de los diferentes estados. El día 14 de diciembre Biden fue oficialmente elegido presidente por parte del Colegio Electoral. La elección del Colegio Electoral fue ratificada por el Senado el día 6 de enero de 2021. Biden será la persona de mayor edad en servir como presidente durante su primer término (con 78 años el día de su toma de posesión) y es el primer candidato en 28 años en derrotar a un presidente en el cargo que buscaba la reelección desde que el Demócrata Bill Clinton derrotara al Republicano George H. W. Bush en las elecciones presidenciales de 1992; además, su compañera de fórmula Kamala Harris sería la primera mujer, primera persona negra, primera persona de ascendencia asiática y primera persona de ascendencia caribeña en ocupar el cargo de vicepresidenta. Esta es la primera elección presidencial en la que ambos candidatos principales tienen más de 70 años de edad. El 24 de noviembre de 2020, 21 días después de que se celebraran las elecciones del 3 de noviembre, Joe Biden logró obtener una suma de más de 81 millones de votos, sobrepasando a su rival Donald Trump por más de 7 millones de votos, convirtiéndose así en el candidato presidencial más votado en la historia de los Estados Unidos, después de Barack Obama, que obtuvo 69 millones de votos en las elecciones de 2008 y del propio Trump que obtuvo algo más de 74 millones de votos en estas elecciones.
Esta elección también rompió el récord de participación, ya que ambos candidatos principales obtuvieron una cifra superior a los 70 millones de votos, siendo ambos los candidatos más votados de la historia. Hubo diversas reacciones internacionales a las elecciones presidenciales de Estados Unidos de 2020 así como disputas legales interpuestas por el equipo legal de Donald Trump y teorías de conspiración en torno al resultado. El día 6 de enero, tras la ratificación de la elección del Colegio Electoral, partidarios de Trump asaltaron el Capitolio y generaron graves enfrentamiento con la Guardia Nacional. Los enfrentamientos dejaron 5 fallecidos y numerosos heridos. esta fue la primera elección desde Bill Clinton en 1992 en la que el ganador no ganó Florida, la primera vez desde la elección de John F. Kennedy en 1960 en la que el ganador perdió Ohio, y fue también la primera vez desde 1992 que un demócrata ganó Georgia, así también como Arizona en 1996.[cita requerida]

## Contexto

### Proceso
El Artículo II de la Constitución de los Estados Unidos establece que para que una persona asuma el cargo de presidente de los Estados Unidos, la persona debe ser un ciudadano natural de los Estados Unidos, tener al menos 35 años de edad y ser residente del país durante al menos 10 años. Los candidatos a la Presidencia suelen buscar la nominación de uno de los diversos partidos políticos de los Estados Unidos, en cuyo caso cada partido desarrolla un método (como una elección primaria) para elegir al candidato que el partido considera más adecuado para postularse para el puesto. Las elecciones primarias suelen ser elecciones indirectas en las que los votantes votan por una lista de delegados del partido comprometidos con un candidato en particular. Los delegados del partido luego nominan oficialmente a un candidato para postularse en nombre del partido. Luego, el candidato elige personalmente a un candidato a la vicepresidencia para formar el tándem presidencial de ese partido (con la excepción del Partido Libertario, que nombra a su candidato a la Vicepresidencia por voto de delegado, independientemente de la preferencia del candidato). La elección general en noviembre es también una elección indirecta, en la que los votantes votan por una lista de miembros del Colegio Electoral; estos electores luego eligen directamente al Presidente y al Vicepresidente.
En agosto de 2018, el Comité Nacional Demócrata votó para no permitir que los superdelegados votasen en la primera votación del proceso de nominación, comenzando con la elección de 2020. Esto requeriría que un candidato ganase la mayoría de los delegados prometidos de las elecciones primarias surtidas para ganar la nominación del partido. La última vez que esto no ocurrió fue la nominación de Adlai Stevenson II en la Convención Nacional Demócrata de 1952.
La Vigesimosegunda enmienda a la Constitución establece que una persona no puede ser elegida para la presidencia más de dos veces. Esto impide que los expresidentes Bill Clinton, George W. Bush y Barack Obama vuelvan a ser elegidos como presidentes. El expresidente Jimmy Carter, después de haber servido un solo mandato como presidente, no está impedido constitucionalmente de ser elegido para otro mandato en la elección de 2020.

### Tendencias demográficas
Un informe bipartidista indica que los cambios en la demografía de los votantes desde las elecciones de 2016 podrían afectar los resultados de las elecciones de 2020. Se espera que los afroamericanos, hispanos, asiáticos y otras minorías étnicas, así como la población blanca con un título universitario aumenten su porcentaje de votantes elegibles a nivel nacional para 2020, mientras que la población blanca sin un título universitario disminuirán. Este cambio es potencialmente una ventaja para el candidato demócrata; sin embargo, debido a las diferencias geográficas, esto podría llevar a que el presidente Trump (o un candidato republicano diferente) gane el Colegio Electoral mientras sigue perdiendo el voto popular, posiblemente por un margen aún mayor que en 2016.
Además, Washington D. C. puede reducir su edad para votar de 18 a 16 años. La legislación fue presentada por el concejal de la ciudad, Charles Allen en abril de 2018, con una audiencia pública en junio y una votación para finales de año. A diferencia de otras ciudades con una edad para votar de 16 años como Berkeley, California, esto permitiría que los jóvenes de 16 y 17 años votasen por primera vez al presidente de los Estados Unidos en 2020. Allen dijo que se inspiró en la escuela secundaria estudiantes que participaron en la marcha por nuestras vidas, que tuvo lugar en la capital en marzo.

### Elecciones simultáneas
Las elecciones presidenciales se llevaron a cabo al mismo tiempo que las elecciones al Senado y la Cámara de Representantes. Varios estados también llevaron a cabo elecciones legislativas estatales y gubernamentales. Después de la elección, la Cámara de Representantes de los Estados Unidos redistribuyó los asientos entre los 50 estados según los resultados del censo de Estados Unidos de 2020, y los estados llevaron a cabo una redistribución de los distritos legislativos del Congreso y del estado. En la mayoría de los estados, el gobernador y la legislatura estatal llevan a cabo la redistribución de distritos (aunque algunos estados tienen comisiones de redistribución de distritos), y con frecuencia un partido que gana una elección presidencial experimenta un efecto de abrigo que también ayuda a otros candidatos de ese partido a ganar las elecciones.
Por lo tanto, el partido que ganase las elecciones presidenciales de 2020 también podría obtener una ventaja significativa en el sorteo de los nuevos distritos legislativos del Congreso y del estado que permanecerían vigentes hasta las elecciones de 2032.

## Nominaciones

### Partido Republicano
Donald J. Trump es elegible para postularse para la reelección y tiene la intención de hacerlo. Su campaña de reelección está en curso. El 20 de enero de 2017, a las 5:11 p. m., presentó una carta como sustituto del Formulario 2 de la FEC, para el cual había alcanzado el límite legal para presentar la solicitud, de conformidad con la Ley de la Campaña Electoral Federal.
A partir de agosto de 2017, surgieron informes de que miembros del Partido Republicano estaban preparando una «campaña en la sombra» contra Trump, particularmente de las alas moderadas o del establishment del partido. Ahora, el fallecido senador por Arizona, John McCain dijo que «[los republicanos] ven debilidad en este presidente». La senadora por Maine, Susan Collins, el senador por Kentucky, Rand Paul y el exgobernador de Nueva Jersey, Chris Christie, expresaron sus dudas en 2017 de que Trump fuera el candidato en 2020, Collins afirmó que «es demasiado difícil de decir». El senador Jeff Flake afirmó en 2017 que Trump está «invitando» a un retador primario por la forma en que gobierna. Sin embargo, el estratega político de mucho tiempo, Roger Stone, predijo en mayo de 2018 que Trump podría no buscar un segundo mandato si logra mantener todas sus promesas de campaña y «hace que Estados Unidos vuelva a ser grande».
El 25 de enero de 2019, el Comité Nacional Republicano respaldó de manera no oficial a Trump y comenzó a coordinar con la organización de la campaña.
| Boleto del Partido Republicano de 2020           |                                                      |
| Donald J. Trump                                  | Michael R. Pence                                     |
| Candidato a la Presidencia                       | Candidato a la Vicepresidencia                       |
|                                                  |                                                      |
| 45° Presidente de los Estados Unidos (2017–2021) | 48° Vicepresidente de los Estados Unidos (2017–2021) |
| Campaña                                          |                                                      |
|                                                  |                                                      |

### Partido Demócrata
Tom Pérez, presidente del Comité Nacional Demócrata ha comentado que el campo de la primaria de 2020 probablemente se dividirá en dos dígitos, rivalizando con el tamaño de la primaria del GOP de 2016, que consistió de 17 candidatos principales. Tras el movimiento Me Too, se espera que varias candidatas ingresen a la carrera, lo que aumenta la probabilidad de que los demócratas nominen a una mujer por segunda vez consecutiva. También se especuló que la mejor apuesta de los demócratas para derrotar al presidente Trump sería nominar a su propia celebridad o empresario sin experiencia en el gobierno, sobre todo a Oprah Winfrey después de su memorable discurso en la 75.ª entrega de los Globos de Oro.
El tema de la edad ha sido mencionado entre los candidatos más probables: el exvicepresidente Joe Biden, la senadora por Massachusetts, Elizabeth Warren y el senador por Vermont, Bernie Sanders, quienes tendrán 78, 71 y 79 años de edad respectivamente el día de la toma de posesión. El exlíder de la minoría en el Senado, Harry Reid (quien cumplirá 81 años el día de la inauguración) describió al trío como «el hogar de un anciano», expresando la necesidad de nuevas caras para intensificar y dirigir el partido.
| Boleto del Partido Demócrata de 2020                 |                                                           |
| Joe Biden                                            | Kamala Harris                                             |
| Candidato a la Presidencia                           | Candidata a la Vicepresidencia                            |
|                                                      |                                                           |
| 47° Vicepresidente de los Estados Unidos (2009–2017) | Senadora de los Estados Unidos por California (2017–2021) |
| Campaña                                              |                                                           |
|                                                      |                                                           |

### Partido Libertario
Jo Jorgensen, quien fue compañera de fórmula del autor Harry Browne en 1996, recibió la nominación libertaria en la convención nacional el 23 de mayo de 2020.Logró acceso a las urnas en los 50 estados y el distrito de Columbia.
| Boleto del Partido Libertario de 2020 |                            |
| Jo Jorgensen                          | Spike Cohen                |
| Candidata a presidente                | Candidato a vicepresidente |
|                                       |                            |
| Activista libertaria.                 | Activista libertario       |
|                                       |                            |
|                                       |                            |

### Partido Verde
Howie Hawkins se convirtió en el candidato presunto del Partido Verde el 21 de junio de 2020 y fue nominado oficialmente por el partido el 11 de julio de 2020. Hawkins consiguió acceso a las papeletas de votación en 29 estados y el distrito de Columbia, lo que representa 381 votos electorales, y acceso por escrito en 16 estados más, lo que representa 130 votos electorales.
| Boleto del Partido Verde de 2020       |                            |
| Howie Hawkins                          | Angela Walker              |
| Candidato a presidente                 | Candidata a vicepresidente |
|                                        |                            |
| Sindicalista y activista de Nueva York | Activista.                 |
|                                        |                            |
|                                        |                            |

### Otros candidatos
| Candidato presidencial | Candidato presidencial                                 | Partido | Partido                                |
| ---------------------- | ------------------------------------------------------ | ------- | -------------------------------------- |
|                        | Kanye West, rapero y activista político independiente. |         | Birthday Party                         |
|                        | Roque De La Fuente, empresario.                        |         | Partido de la Alianza                  |
|                        | Don Blankenship, empresario.                           |         | Partido de la Constitución             |
|                        | Gloria La Riva, activista.                             |         | Partido Socialismo y Liberación        |
|                        | Brian T. Carroll, profesor                             |         | Partido de la Solidaridad Americana    |
|                        | Brock Pierce, emprendedor                              |         | Independiente                          |
|                        | Phil Collins, fideicomisario                           |         | Partido de la Prohibición              |
|                        | Bill Hammons                                           |         | Partido de la Unidad                   |
|                        | Jerome Segal, filósofo                                 |         | Pan y Rosas                            |
|                        | Blake Huber                                            |         | Partido Voto Aprobatorio               |
|                        | Mark Charles, activista                                |         | Independiente                          |
|                        | Dario Hunter, abogado                                  |         | Partido Progresista                    |
|                        | Joseph Kishore, activista                              |         | Partido de la Igualdad Socialista      |
|                        | Alyson Kennedy, activista                              |         | Partido Socialista de los Trabajadores |
|                        | Jade Simmons, pianista                                 |         | Independiente                          |
|                        | Joe McHugh, marine retirado y emprendedor              |         | Independiente                          |
|                        | Kyle Kopitke                                           |         | Independiente                          |

## Predicciones
- "competitivo": no hay ventaja
- "inclinándose": ventaja que no es tanta como "pequeña ventaja"
- "pequeña ventaja": ligera ventaja
- "probable" o "favorecido": ventaja significante pero remontable (*calificación más alta dada por CBS News)
- "seguro" o "sólido": victoria segura

### Predicciones estatales
| Estado                 | Votos electorales | PVI   | Resultado previo | Cook Political Report 28 de octubre de 2020 | Inside Elections 28 de octubre de 2020      | Sabato's Crystal Ball 2 de noviembre de 2020 | 270toWin 30 de octubre de 2020 | Político 2 de noviembre de 2020 | RealClearPolitics 29 de octubre de 2020 | The Economist 1 de noviembre de 2020        | CNN 3 de noviembre de 2020 | FiveThirtyEight 2 de noviembre de 2020 | NBC News 27 de octubre de 2020 | Financial Times 2 de noviembre de 2020 | CBS News 1 de noviembre de 2020 | ABC News 30 de octubre de 2020 |
| ---------------------- | ----------------- | ----- | ---------------- | ------------------------------------------- | ------------------------------------------- | -------------------------------------------- | ------------------------------ | ------------------------------- | --------------------------------------- | ------------------------------------------- | -------------------------- | -------------------------------------- | ------------------------------ | -------------------------------------- | ------------------------------- | ------------------------------ |
| Alabama                | 9                 | R+14  | Trump 62.1 %     | Sólido                                      | Sólido                                      | Sólido                                       | Sólido                         | Sólido                          | Sólido                                  | Sólido                                      | Sólido                     | Sólido                                 | Sólido                         | Sólido                                 | Probable                        | Sólido                         |
| Alaska                 | 3                 | R+9   | Trump 51.3 %     | Probable                                    | Pequeña ventaja                             | Probable                                     | Probable                       | Pequeña ventaja                 | Probable                                | Probable                                    | Sólido                     | Probable                               | Probable                       | Pequeña ventaja                        | Probable                        | Pequeña ventaja                |
| Arizona                | 11                | R+5   | Trump 48.9 %     | Pequeña ventaja (volteado)                  | Inclinándose (volteado)                     | Pequeña ventaja (volteado)                   | Pequeña ventaja (volteado)     | Competitivo                     | Competitivo                             | Pequeña ventaja (volteado)                  | Competitivo                | Pequeña ventaja (volteado)             | Competitivo                    | Competitivo                            | Competitivo                     | Pequeña ventaja (volteado)     |
| Arkansas               | 6                 | R+15  | Trump 60.6 %     | Sólido                                      | Sólido                                      | Sólido                                       | Sólido                         | Sólido                          | Probable                                | Sólido                                      | Sólido                     | Sólido                                 | Sólido                         | Sólido                                 | Probable                        | Sólido                         |
| California             | 55                | D+12  | Clinton 61.7 %   | Sólido                                      | Sólido                                      | Sólido                                       | Sólido                         | Sólido                          | Sólido                                  | Sólido                                      | Sólido                     | Sólido                                 | Sólido                         | Sólido                                 | Probable                        | Sólido                         |
| Carolina del Norte     | 15                | R+3   | Trump 49.8 %     | Competitivo                                 | Inclinándose (volteado)                     | Pequeña ventaja (volteado)                   | Competitivo                    | Competitivo                     | Competitivo                             | Pequeña ventaja (volteado)                  | Competitivo                | Pequeña ventaja (volteado)             | Competitivo                    | Competitivo                            | Competitivo                     | Pequeña ventaja (volteado)     |
| Carolina del Sur       | 9                 | R+8   | Trump 54.9 %     | Probable                                    | Probable                                    | Probable                                     | Probable                       | Sólido                          | Pequeña ventaja                         | Probable                                    | Sólido                     | Probable                               | Probable                       | Pequeña ventaja                        | Probable                        | Sólido                         |
| Colorado               | 9                 | D+1   | Clinton 48.2 %   | Probable                                    | Sólido                                      | Probable                                     | Probable                       | Probable                        | Pequeña ventaja                         | Sólido                                      | Pequeña ventaja            | Sólido                                 | Probable                       | Pequeña ventaja                        | Probable                        | Sólido                         |
| Connecticut            | 7                 | D+6   | Clinton 54.6 %   | Sólido                                      | Sólido                                      | Sólido                                       | Sólido                         | Sólido                          | Probable                                | Sólido                                      | Sólido                     | Sólido                                 | Probable                       | Sólido                                 | Probable                        | Sólido                         |
| Dakota del Norte       | 3                 | R+16  | Trump 63.0 %     | Sólido                                      | Sólido                                      | Sólido                                       | Sólido                         | Sólido                          | Sólido                                  | Sólido                                      | Sólido                     | Sólido                                 | Sólido                         | Sólido                                 | Probable                        | Sólido                         |
| Dakota del Sur         | 3                 | R+14  | Trump 61.5 %     | Sólido                                      | Sólido                                      | Sólido                                       | Sólido                         | Sólido                          | Sólido                                  | Sólido                                      | Sólido                     | Sólido                                 | Sólido                         | Sólido                                 | Probable                        | Sólido                         |
| Delaware               | 3                 | D+6   | Clinton 53.1 %   | Sólido                                      | Sólido                                      | Sólido                                       | Sólido                         | Sólido                          | Sólido                                  | Sólido                                      | Sólido                     | Sólido                                 | Sólido                         | Sólido                                 | Probable                        | Sólido                         |
| Distrito de Columbia   | 3                 | D+41  | Clinton 90.9 %   | Sólido                                      | Sólido                                      | Sólido                                       | Sólido                         | Sólido                          | Sólido                                  | Sólido                                      | Sólido                     | Sólido                                 | Sólido                         | Sólido                                 | Probable                        | Sólido                         |
| Florida                | 29                | R+2   | Trump 49.0 %     | Competitivo                                 | Inclinándose (volteado)                     | Pequeña ventaja                              | Competitivo                    | Competitivo                     | Competitivo                             | Pequeña ventaja (volteado)                  | Competitivo                | Pequeña ventaja (volteado)             | Competitivo                    | Competitivo                            | Competitivo                     | Competitivo                    |
| Georgia                | 16                | R+5   | Trump 50.8 %     | Competitivo                                 | Inclinándose (volteado)                     | Pequeña ventaja (volteado)                   | Competitivo                    | Competitivo                     | Competitivo                             | Competitivo                                 | Competitivo                | Competitivo                            | Competitivo                    | Competitivo                            | Competitivo                     | Pequeña ventaja (volteado)     |
| Hawái                  | 4                 | D+18  | Clinton 62.2 %   | Sólido                                      | Sólido                                      | Sólido                                       | Sólido                         | Sólido                          | Sólido                                  | Sólido                                      | Sólido                     | Sólido                                 | Sólido                         | Sólido                                 | Probable                        | Sólido                         |
| Idaho                  | 4                 | R+19  | Trump 59.3 %     | Sólido                                      | Sólido                                      | Sólido                                       | Sólido                         | Sólido                          | Sólido                                  | Sólido                                      | Sólido                     | Sólido                                 | Sólido                         | Sólido                                 | Probable                        | Sólido                         |
| Illinois               | 20                | D+7   | Clinton 55.8 %   | Sólido                                      | Sólido                                      | Sólido                                       | Sólido                         | Sólido                          | Probable                                | Sólido                                      | Sólido                     | Sólido                                 | Probable                       | Sólido                                 | Probable                        | Sólido                         |
| Indiana                | 11                | R+9   | Trump 56.8 %     | Probable                                    | Sólido                                      | Probable                                     | Probable                       | Probable                        | Pequeña ventaja                         | Sólido                                      | Sólido                     | Sólido                                 | Probable                       | Pequeña ventaja                        | Probable                        | Sólido                         |
| Iowa                   | 6                 | R+3   | Trump 51.2 %     | Competitivo                                 | Competitivo                                 | Pequeña ventaja                              | Competitivo                    | Competitivo                     | Competitivo                             | Competitivo                                 | Competitivo                | Pequeña ventaja                        | Competitivo                    | Competitivo                            | Competitivo                     | Competitivo                    |
| Kansas                 | 6                 | R+13  | Trump 56.7 %     | Probable                                    | Pequeña ventaja                             | Probable                                     | Probable                       | Probable                        | Probable                                | Sólido                                      | Sólido                     | Probable                               | Probable                       | Pequeña ventaja                        | Probable                        | Pequeña ventaja                |
| Kentucky               | 8                 | R+15  | Trump 62.5 %     | Sólido                                      | Sólido                                      | Sólido                                       | Sólido                         | Sólido                          | Sólido                                  | Sólido                                      | Sólido                     | Sólido                                 | Sólido                         | Sólido                                 | Probable                        | Sólido                         |
| Luisiana               | 8                 | R+11  | Trump 58.1 %     | Sólido                                      | Sólido                                      | Sólido                                       | Sólido                         | Sólido                          | Sólido                                  | Probable                                    | Sólido                     | Sólido                                 | Probable                       | Sólido                                 | Probable                        | Sólido                         |
| Maine                  | 2                 | D+3   | Clinton 47.8 %   | Probable                                    | Sólido (únicamente predicción estatal dada) | Probable                                     | Probable                       | Probable                        | Pequeña ventaja                         | Sólido (únicamente predicción estatal dada) | Sólido                     | Probable                               | Probable                       | Sólido                                 | Probable                        | Sólido                         |
| Distrito 1 de Maine    | 1                 | D+8   | Clinton 54.0 %   | Sólido                                      | Sólido (únicamente predicción estatal dada) | Sólido                                       | Sólido                         | Sólido                          | Probable                                | Sólido (únicamente predicción estatal dada) | Sólido                     | Sólido                                 | Sólido                         | Sólido                                 | Probable                        | Sólido                         |
| Distrito 2 de Maine    | 1                 | R+2   | Trump 51.3 %     | Competitivo                                 | Sólido (únicamente predicción estatal dada) | Pequeña ventaja                              | Competitivo                    | Competitivo                     | Competitivo                             | Sólido (únicamente predicción estatal dada) | Competitivo                | Competitivo                            | Competitivo                    | Competitivo                            | Competitivo                     | Competitivo                    |
| Maryland               | 10                | D+12  | Clinton 60.3 %   | Sólido                                      | Sólido                                      | Sólido                                       | Sólido                         | Sólido                          | Sólido                                  | Sólido                                      | Sólido                     | Sólido                                 | Sólido                         | Sólido                                 | Probable                        | Sólido                         |
| Massachusetts          | 11                | D+12  | Clinton 60.1 %   | Sólido                                      | Sólido                                      | Sólido                                       | Sólido                         | Sólido                          | Sólido                                  | Sólido                                      | Sólido                     | Sólido                                 | Sólido                         | Sólido                                 | Probable                        | Sólido                         |
| Míchigan               | 16                | D+1   | Trump 47.5 %     | Pequeña ventaja (volteado)                  | Pequeña ventaja (volteado)                  | Pequeña ventaja (volteado)                   | Pequeña ventaja (volteado)     | Pequeña ventaja (volteado)      | Competitivo                             | Probable (volteado)                         | Pequeña ventaja (volteado) | Sólido (volteado)                      | Pequeña ventaja (volteado)     | Pequeña ventaja (volteado)             | Pequeña ventaja (volteado)      | Pequeña ventaja (volteado)     |
| Minesota               | 10                | D+1   | Clinton 46.4 %   | Pequeña ventaja                             | Probable                                    | Probable                                     | Pequeña ventaja                | Pequeña ventaja                 | Competitivo                             | Probable                                    | Pequeña ventaja            | Sólido                                 | Pequeña ventaja                | Pequeña ventaja                        | Pequeña ventaja                 | Pequeña ventaja                |
| Misisipi               | 6                 | R+9   | Trump 57.9 %     | Sólido                                      | Sólido                                      | Sólido                                       | Sólido                         | Sólido                          | Probable                                | Sólido                                      | Sólido                     | Probable                               | Probable                       | Sólido                                 | Probable                        | Sólido                         |
| Misuri                 | 10                | R+9   | Trump 56.8 %     | Probable                                    | Pequeña ventaja                             | Probable                                     | Probable                       | Probable                        | Pequeña ventaja                         | Pequeña ventaja                             | Sólido                     | Probable                               | Probable                       | Pequeña ventaja                        | Probable                        | Pequeña ventaja                |
| Montana                | 3                 | R+11  | Trump 56.2 %     | Probable                                    | Pequeña ventaja                             | Probable                                     | Probable                       | Probable                        | Pequeña ventaja                         | Probable                                    | Sólido                     | Probable                               | Probable                       | Pequeña ventaja                        | Probable                        | Pequeña ventaja                |
| Nebraska               | 2                 | R+14  | Trump 58.8 %     | Sólido                                      | Sólido (únicamente predicción estatal dada) | Sólido                                       | Sólido                         | Sólido                          | Sólido                                  | Sólido (únicamente predicción estatal dada) | Sólido                     | Sólido                                 | Sólido                         | Sólido                                 | Probable                        | Sólido                         |
| Distrito 1 de Nebraska | 1                 | R+11  | Trump 56.2 %     | Sólido                                      | Sólido (únicamente predicción estatal dada) | Sólido                                       | Sólido                         | Sólido                          | Sólido                                  | Sólido (únicamente predicción estatal dada) | Sólido                     | Sólido                                 | Sólido                         | Sólido                                 | Probable                        | Sólido                         |
| Distrito 2 de Nebraska | 1                 | R+4   | Trump 47.2 %     | Pequeña ventaja (volteado)                  | Sólido (únicamente predicción estatal dada) | Pequeña ventaja (volteado)                   | Pequeña ventaja (volteado)     | Pequeña ventaja (volteado)      | Competitivo                             | Sólido (únicamente predicción estatal dada) | Pequeña ventaja (volteado) | Probable (volteado)                    | Pequeña ventaja (volteado)     | Competitivo                            | Pequeña ventaja (volteado)      | Pequeña ventaja (volteado)     |
| Distrito 3 de Nebraska | 1                 | R+27  | Trump 73.9 %     | Sólido                                      | Sólido (únicamente predicción estatal dada) | Sólido                                       | Sólido                         | Sólido                          | Sólido                                  | Sólido (únicamente predicción estatal dada) | Sólido                     | Sólido                                 | Sólido                         | Sólido                                 | Probable                        | Sólido                         |
| Nevada                 | 6                 | D+1   | Clinton 47.9 %   | Pequeña ventaja                             | Probable                                    | Pequeña ventaja                              | Pequeña ventaja                | Pequeña ventaja                 | Competitivo                             | Probable                                    | Pequeña ventaja            | Probable                               | Pequeña ventaja                | Competitivo                            | Pequeña ventaja                 | Pequeña ventaja                |
| Nueva Jersey           | 14                | D+7   | Clinton 55.0 %   | Sólido                                      | Sólido                                      | Sólido                                       | Sólido                         | Sólido                          | Probable                                | Sólido                                      | Sólido                     | Sólido                                 | Probable                       | Sólido                                 | Probable                        | Sólido                         |
| Nueva York             | 29                | D+11  | Clinton 59.0 %   | Sólido                                      | Sólido                                      | Sólido                                       | Sólido                         | Sólido                          | Sólido                                  | Sólido                                      | Sólido                     | Sólido                                 | Sólido                         | Sólido                                 | Probable                        | Sólido                         |
| Nuevo Hampshire        | 4                 | Igual | Clinton 47.0 %   | Pequeña ventaja                             | Probable                                    | Probable                                     | Pequeña ventaja                | Pequeña ventaja                 | Pequeña ventaja                         | Probable                                    | Pequeña ventaja            | Probable                               | Pequeña ventaja                | Pequeña ventaja                        | Pequeña ventaja                 | Pequeña ventaja                |
| Nuevo México           | 5                 | D+3   | Clinton 48.4 %   | Sólido                                      | Sólido                                      | Probable                                     | Probable                       | Probable                        | Pequeña ventaja                         | Sólido                                      | Sólido                     | Sólido                                 | Probable                       | Sólido                                 | Probable                        | Sólido                         |
| Ohio                   | 18                | R+3   | Trump 51.7 %     | Competitivo                                 | Competitivo                                 | Pequeña ventaja                              | Competitivo                    | Competitivo                     | Competitivo                             | Competitivo                                 | Competitivo                | Competitivo                            | Competitivo                    | Competitivo                            | Competitivo                     | Competitivo                    |
| Oklahoma               | 7                 | R+20  | Trump 65.3 %     | Sólido                                      | Sólido                                      | Sólido                                       | Sólido                         | Sólido                          | Sólido                                  | Sólido                                      | Sólido                     | Sólido                                 | Sólido                         | Sólido                                 | Probable                        | Sólido                         |
| Oregón                 | 7                 | D+5   | Clinton 50.1 %   | Sólido                                      | Sólido                                      | Sólido                                       | Sólido                         | Probable                        | Pequeña ventaja                         | Sólido                                      | Sólido                     | Sólido                                 | Probable                       | Sólido                                 | Probable                        | Sólido                         |
| Pensilvania            | 20                | Igual | Trump 48.2 %     | Pequeña ventaja (volteado)                  | Pequeña ventaja (volteado)                  | Pequeña ventaja (volteado)                   | Pequeña ventaja (volteado)     | Pequeña ventaja (volteado)      | Competitivo                             | Probable (volteado)                         | Pequeña ventaja (volteado) | Probable (volteado)                    | Pequeña ventaja (volteado)     | Competitivo                            | Pequeña ventaja (volteado)      | Pequeña ventaja (volteado)     |
| Rhode Island           | 4                 | D+10  | Clinton 54.4 %   | Sólido                                      | Sólido                                      | Sólido                                       | Sólido                         | Sólido                          | Probable                                | Sólido                                      | Sólido                     | Sólido                                 | Probable                       | Sólido                                 | Probable                        | Sólido                         |
| Tennessee              | 11                | R+14  | Trump 60.7 %     | Sólido                                      | Sólido                                      | Sólido                                       | Sólido                         | Sólido                          | Sólido                                  | Sólido                                      | Sólido                     | Sólido                                 | Sólido                         | Sólido                                 | Probable                        | Sólido                         |
| Texas                  | 38                | R+8   | Trump 52.2 %     | Competitivo                                 | Competitivo                                 | Pequeña ventaja                              | Pequeña ventaja                | Pequeña ventaja                 | Competitivo                             | Pequeña ventaja                             | Pequeña ventaja            | Pequeña ventaja                        | Competitivo                    | Competitivo                            | Pequeña ventaja                 | Competitivo                    |
| Utah                   | 6                 | R+20  | Trump 45.5 %     | Probable                                    | Probable                                    | Probable                                     | Probable                       | Probable                        | Probable                                | Sólido                                      | Sólido                     | Sólido                                 | Probable                       | Pequeña ventaja                        | Probable                        | Sólido                         |
| Vermont                | 3                 | D+15  | Clinton 56.7 %   | Sólido                                      | Sólido                                      | Sólido                                       | Sólido                         | Sólido                          | Sólido                                  | Sólido                                      | Sólido                     | Sólido                                 | Sólido                         | Sólido                                 | Probable                        | Sólido                         |
| Virginia               | 13                | D+1   | Clinton 49.7 %   | Probable                                    | Sólido                                      | Probable                                     | Probable                       | Probable                        | Pequeña ventaja                         | Sólido                                      | Sólido                     | Sólido                                 | Probable                       | Sólido                                 | Probable                        | Sólido                         |
| Virginia Occidental    | 5                 | R+19  | Trump 68.5 %     | Sólido                                      | Sólido                                      | Sólido                                       | Sólido                         | Sólido                          | Sólido                                  | Sólido                                      | Sólido .                   | Sólido                                 | Sólido                         | Sólido                                 | Probable                        | Sólido                         |
| Washington             | 12                | D+7   | Clinton 52.5 %   | Sólido                                      | Sólido                                      | Sólido                                       | Sólido                         | Sólido                          | Probable                                | Sólido                                      | Sólido                     | Sólido                                 | Sólido                         | Sólido                                 | Probable                        | Sólido                         |
| Wisconsin              | 10                | Igual | Trump 47.2 %     | Pequeña ventaja (volteado)                  | Pequeña ventaja (volteado)                  | Pequeña ventaja (volteado)                   | Pequeña ventaja (volteado)     | Pequeña ventaja (volteado)      | Competitivo                             | Probable (volteado)                         | Pequeña ventaja (volteado) | Probable (volteado)                    | Pequeña ventaja (volteado)     | Pequeña ventaja (volteado)             | Pequeña ventaja (volteado)      | Pequeña ventaja (volteado)     |
| Wyoming                | 3                 | R+25  | Trump 67.4 %     | Sólido                                      | Sólido                                      | Sólido                                       | Sólido                         | Sólido                          | Sólido                                  | Sólido                                      | Sólido                     | Sólido                                 | Sólido                         | Sólido                                 | Probable                        | Sólido                         |

### Predicciones del colegio electoral
| Predicción      | Votos electorales     | Votos electorales | Votos electorales     | Votos electorales | Votos electorales | Votos electorales | Votos electorales | Votos electorales | Votos electorales | Votos electorales | Votos electorales | Votos electorales | Votos electorales |
| Predicción      | Cook Political Report | Inside Elections  | Sabato's Crystal Ball | 270toWin          | Político          | RealClearPolitics | The Economist     | CNN               | FiveThirtyEight   | NBC News          | Financial Times   | CBS News          | ABC News          |
| --------------- | --------------------- | ----------------- | --------------------- | ----------------- | ----------------- | ----------------- | ----------------- | ----------------- | ----------------- | ----------------- | ----------------- | ----------------- | ----------------- |
| Sólido          | 188                   | 212               | 183                   | 183               | 169               | 118               | 213               | 203               | 236               | 130               | 203               | -                 | 212               |
| Probable        | 24                    | 20                | 43                    | 39                | 19                | 58                | 66                | -                 | 43                | 82                | -                 | 212               | -                 |
| Pequeña ventaja | 78                    | 47                | 95                    | 68                | 34                | 40                | 55                | 76                | 55                | 67                | 49                | 67                | 109               |
| Inclinándose    | -                     | 71                | -                     | -                 | -                 | -                 | -                 | -                 | -                 | -                 | -                 | -                 | -                 |
| Competitivo     | 123                   | 63                | 0                     | 85                | 112               | 197               | 40                | 96                | 35                | 134               | 161               | 96                | 92                |
| Inclinándose    | -                     | 0                 | -                     | -                 | -                 | -                 | -                 | -                 | -                 | -                 | -                 | -                 | -                 |
| Pequeña ventaja | 48                    | 22                | 92                    | 38                | 79                | 33                | 48                | 38                | 44                | 0                 | 48                | 38                | 22                |
| Probable        | 0                     | 15                | 48                    | 37                | 6                 | 35                | 23                | -                 | 37                | 62                | -                 | 125               | -                 |
| Sólido          | 77                    | 88                | 77                    | 88                | 119               | 57                | 93                | 125               | 88                | 63                | 77                | -                 | 103               |
| Total           | D:290 R:125 C:123     | D:350 R:125 C:63  | D:321 R:217 C:0       | D:290 R:163 C:85  | D:279 R:163 C:96  | D:216 R:125 C:197 | D:334 R:164 C:40  | D:279 R:163 C:96  | D:334 R:169 C:35  | D:279 R:125 C:134 | D:252 R:125 C:161 | D:279 R:163 C:96  | D:321 R:125 C:92  |

## Encuestas

### Dos candidatos
El siguiente gráfico muestra el promedio y la evolución de las encuestas nacionales de la elección presidencial realizadas desde septiembre de 2019. El candidato demócrata, Joe Biden, posee una ventaja de 7.9 puntos porcentuales sobre el entonces presidente Donald J. Trump, el candidato Republicano.
| Donald J. Trump vs. Joe Biden | Donald J. Trump vs. Joe Biden | Donald J. Trump vs. Joe Biden | Donald J. Trump vs. Joe Biden | Donald J. Trump vs. Joe Biden | Donald J. Trump vs. Joe Biden | Donald J. Trump vs. Joe Biden |
| Fuente                        | Fechas aplicadas              | Fecha actualizada             | Joe Biden                     | Donald J. Trump               | Otros/No sabe                 | Margen                        |
| ----------------------------- | ----------------------------- | ----------------------------- | ----------------------------- | ----------------------------- | ----------------------------- | ----------------------------- |
| 270 to Win                    | Oct 28 – Nov 2, 2020          | Nov 2, 2020                   | 51.1 %                        | 43.1 %                        | 5.8 %                         | Biden +8.0                    |
| RealClear Politics            | Oct 25 – Nov 2, 2020          | Nov 2, 2020                   | 51.2 %                        | 44.0 %                        | 4.8 %                         | Biden +7.2                    |
| FiveThirtyEight               | hasta Nov 2, 2020             | Nov 2, 2020                   | 51.8 %                        | 43.4 %                        | 4.8 %                         | Biden +8.4                    |
| Promedio                      | Promedio                      | Promedio                      | 51.4 %                        | 43.5 %                        | 5.1 %                         | Biden +7.9                    |

### Cuatro candidatos
Los promedios de las encuestas con cuatro candidatos no son comparables con los únicamente Biden y Trump, esto debido a la cantidad limitada de encuestas realizadas con cuatro candidatos.
| Donald J. Trump vs. Joe Biden vs. Jo Jorgensen vs. Howie Hawkins | Donald J. Trump vs. Joe Biden vs. Jo Jorgensen vs. Howie Hawkins | Donald J. Trump vs. Joe Biden vs. Jo Jorgensen vs. Howie Hawkins | Donald J. Trump vs. Joe Biden vs. Jo Jorgensen vs. Howie Hawkins | Donald J. Trump vs. Joe Biden vs. Jo Jorgensen vs. Howie Hawkins | Donald J. Trump vs. Joe Biden vs. Jo Jorgensen vs. Howie Hawkins | Donald J. Trump vs. Joe Biden vs. Jo Jorgensen vs. Howie Hawkins | Donald J. Trump vs. Joe Biden vs. Jo Jorgensen vs. Howie Hawkins | Donald J. Trump vs. Joe Biden vs. Jo Jorgensen vs. Howie Hawkins |
| Fuente                                                           | Fechas aplicadas                                                 | Fecha actualizada                                                | Joe Biden                                                        | Donald J. Trump                                                  | Jo Jorgensen                                                     | Howie Hawkins                                                    | Otros/No sabe                                                    | Margen                                                           |
| ---------------------------------------------------------------- | ---------------------------------------------------------------- | ---------------------------------------------------------------- | ---------------------------------------------------------------- | ---------------------------------------------------------------- | ---------------------------------------------------------------- | ---------------------------------------------------------------- | ---------------------------------------------------------------- | ---------------------------------------------------------------- |
| 270 to Win                                                       | Oct 23 – Nov 2, 2020                                             | Nov 2, 2020                                                      | 50.3 %                                                           | 43.2 %                                                           | 1.2 %                                                            | 1.0 %                                                            | 4.3 %                                                            | Biden +7.1                                                       |
| RealClear Politics                                               | Oct 15 – Nov 1, 2020                                             | Nov 1, 2020                                                      | 50.4 %                                                           | 43.2 %                                                           | 1.8 %                                                            | 0.8 %                                                            | 3.8 %                                                            | Biden +7.2                                                       |

- Encuestas a nivel nacional (en inglés)

## Resultados

### Estadística

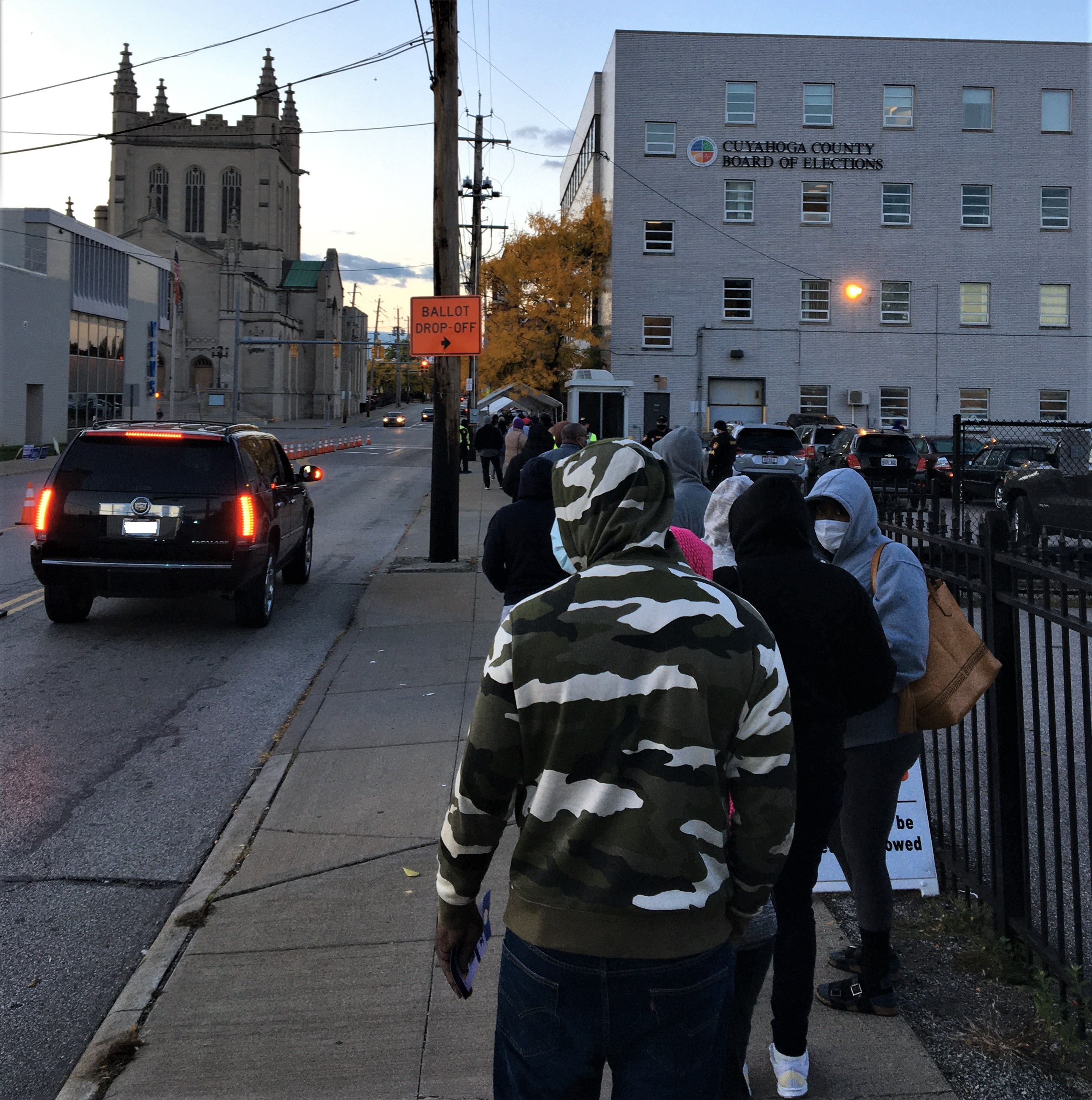
Votación anticipada en Cleveland, Ohio

Más de 158 millones de votos fueron emitidos en la elección.Más de 100 millones de ellos fueron emitidos antes del día de la elección mediante votación anticipada o por correo, debido a la pandemia de COVID-19 en curso.La elección vio la participación electoral más alta como porcentaje de votantes elegibles desde 1900,con cada una de las dos candidaturas principales recibiendo más de 74 millones de votos, superando el récord de Barack Obama de 69,5 millones de votos de 2008.La candidatura Biden-Harris recibió más de 81 millones de votos, la mayor cantidad de votos en una elección presidencial de Estados Unidos.También fue la novena elección presidencial consecutiva en la que el candidato victorioso de un partido mayoritario no recibió una mayoría de voto popular por un margen de dos dígitos sobre el o los candidatos perdedores de un partido mayoritario, continuando la secuencia más larga de tales elecciones presidenciales en la historia de los EE. UU., que comenzó en 1988 y en 2016 eclipsó la secuencia más larga anterior, la de 1876 a 1900.En 2020, el 58 por ciento de los votantes estadounidenses vivían en condados con un voto aplastante,una disminución del 61 por ciento en 2016.
Trump se convirtió en el undécimo presidente en la historia del país, y el primero desde 1992, en perder un intento por un segundo mandato. El 51,3% del voto popular de Biden fue el más alto para un rival de un presidente en ejercicio desde 1932.Biden es el sexto vicepresidente en convertirse en presidente sin suceder en el cargo por la muerte o renuncia de un presidente anterior.Además, la derrota de Trump marcó la tercera vez que un presidente electo perdió el voto popular dos veces, siendo las primeras John Quincy Adams en la década de 1820 y Benjamin Harrison en las décadas de 1880 y 1890.Esta fue la primera vez desde 1980, y la primera para los republicanos desde 1892, que un partido fue derrotado después de un solo mandato de cuatro años. Esta fue la segunda elección en la historia de Estados Unidos en la que el presidente en ejercicio perdió la reelección a pesar de haber obtenido una mayor proporción del voto popular que en la elección anterior, después de 1828. También es la tercera elección en la que los dos candidatos que recibieron votos electorales ganaron el mismo número de estados. Esto también sucedió en 1880 y 1848.
Biden ganó en 25 estados, el distrito de Columbia y un distrito congresional en Nebraska, con un total de 306 votos electorales. Trump ganó en 25 estados y un distrito congresional en Maine, con un total de 232 votos electorales. Este resultado fue exactamente el inverso de la victoria de Trump, 306 a 232, en 2016 (excluyendo a los electores infieles).Biden se convirtió en el primer demócrata en ganar las elecciones presidenciales en Georgia desde 1992 y en Arizona desde 1996,y el primer candidato en ganar a nivel nacional sin Florida desde 1992 y Ohio desde 1960, lo que pone en duda el estatus continuo de Ohio como un estado referente.Biden ganó cinco estados ganados por Trump en 2016: Arizona, Georgia, Míchigan, Pensilvania y Wisconsin. También se convirtió en el primer demócrata desde 2008 en ganar el segundo distrito congresional de Nebraska, ganando un voto electoral del estado. Trump no ganó ninguno de los estados ganados por Clinton en 2016. Las tres ganancias de Biden en el Cinturón del Óxido (Míchigan, Pensilvania y Wisconsin) fueron ampliamente caracterizadas como una reconstrucción del muro azul, un término ampliamente utilizado en la prensa para los estados ganados consistentemente por los demócratas de 1992 a 2012, roto por Trump en 2016 cuando ganó por poco esos tres estados del Cinturón del Óxido.Sin embargo, en medio de la derrota nacional y electoral de Trump, su obtención de victorias decisivas en Ohio, Iowa y Florida por segunda vez, después de haber respaldado a Obama dos veces, ha llevado a muchos comentaristas a concluir que han pasado de ser estados indecisos perennes a estados rojos confiables.
En vista de los intentos de impugnar los resultados electorales, una pregunta importante es cuántos votos habrían tenido que cambiar en determinados estados para producir un resultado diferente en el Colegio Electoral. Si las tres victorias estatales más ajustadas de Biden (Wisconsin, Georgia y Arizona, todas las cuales ganó por menos de un punto porcentual) hubieran sido para Trump, habría habido un empate de 269 electores para cada candidato,lo que habría hecho que la Cámara de Representantes decidiera una elección contingente, donde Trump tenía la ventaja. (Aunque los demócratas controlaban la Cámara, las elecciones contingentes se determinan por delegaciones estatales en las que cada estado recibe solo un voto, y dado que una ligera mayoría de estados en 2020 contenían más representantes republicanos que demócratas, los republicanos habrían tenido más votos en una elección de este tipo). Este escenario habría requerido un cambio en el voto popular del 0,63% o menos en cada uno de estos tres estados, un total de aproximadamente 43.000 votos, el 0,03% de los votos emitidos a nivel nacional.Esta situación fue paralela a la de 2016, cuando un cambio del 0,77% o menos en cada uno de los tres estados más disputados (Wisconsin, Míchigan y Pensilvania), o alrededor de 77.000 votos, habría dado como resultado que la ganadora del voto popular, Hillary Clinton, también ganara en el Colegio Electoral.
Esta fue la primera vez desde 1948 que los demócratas ganaron el voto popular en cuatro elecciones consecutivas. Biden fue el segundo exvicepresidente (después de Richard Nixon en 1968) en ganar la presidencia, así como el primer vicepresidente desde George H. W. Bush en 1988 en ser elegido presidente.
Casi todos los condados que antes se consideraban indicadores fiables de un eventual éxito en las elecciones presidenciales votaron por Trump en lugar de Biden, lo que significa que no continuaron su racha como condados de referencia. Esto se atribuyó a la creciente polarización política en todo el país y a la división entre zonas urbanas y rurales.
Aunque Trump seguía dominando las zonas rurales de Estados Unidos en su conjunto, hubo zonas rurales en las que perdió. Biden ganó el 50,5% de los condados rurales que tenían mayoritariamente votantes no blancos, particularmente en el sur y el oeste.Los condados rurales del sur en los que ganó Biden tenían mayores dificultades económicas que los que ganó Trump; en el noreste, sucedió lo contrario.En el oeste, Biden obtuvo resultados especialmente buenos en los condados rurales que tenían una alta proporción de trabajadores empleados en el ocio y la hostelería.Dichos condados también tenían grandes distritos electorales de inmigrantes de otros estados.Biden se convirtió en el presidente de mayor edad jamás elegido, superando el récord de Ronald Reagan en 1984, y el no titular de mayor edad de la historia, superando a Trump en 2016, sin embargo, ambos récords fueron rotos por Trump en 2024. De los 3.153 condados/distritos/ciudades independientes que hicieron declaraciones, Trump ganó la mayor cantidad de votos populares en 2.595 (82,30%), mientras que Biden obtuvo 558 (17,70%).

### Proyecciones electorales

Cartograma hexagonal del número de votos del colegio electoral. Los estados con resultados opuestos a los de 2016 están sombreados.

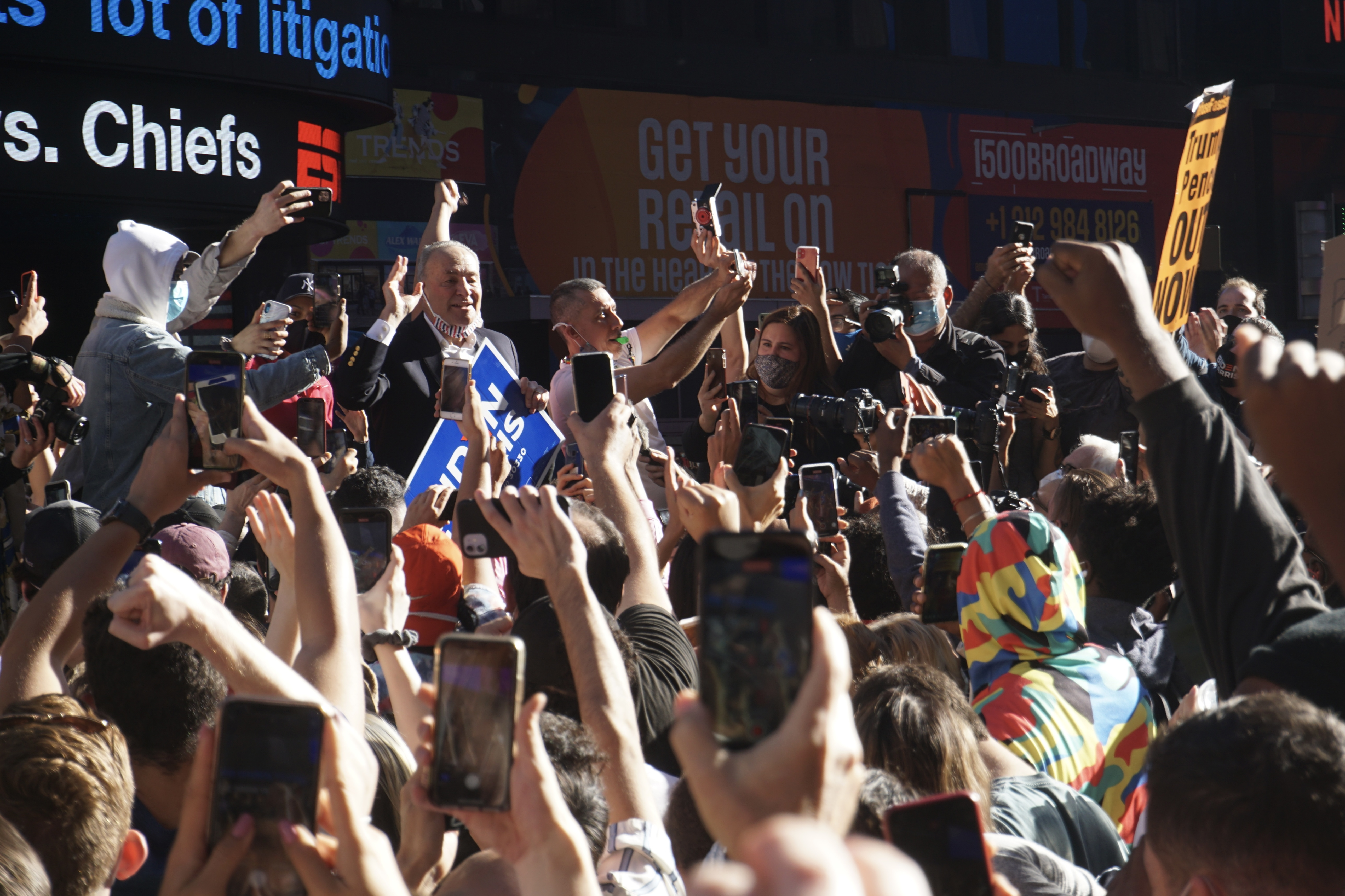
El senador Chuck Schumer se dirige a una multitud que celebra en Times Square, en la ciudad de Nueva York, poco después de que se declarara ganador a Biden.

Las principales organizaciones de noticias proyectan un estado para un candidato cuando existe una alta confianza matemática de que es poco probable que los votos pendientes impidan que el ganador proyectado gane en última instancia el estado. Las proyecciones electorales son realizadas por equipos de toma de decisiones compuestos por politólogos y científicos de datos.
En la madrugada del 4 de noviembre, la Associated Press declaró a Donald Trump como ganador de Florida a las 12:35 a. m. EST, lo que le dio 164 votos electorales. A la 1:06 a. m. EST, declaró a Trump como ganador de Texas, lo que le dio 202 votos electorales, en comparación con los 224 de Joe Biden. Arizona y Maine fueron declarados como ganadores de Biden a las 2:51 a. m. y 3:06 a. m. EST, respectivamente. A la 1:24 p. m. EST de esa tarde, la Associated Press declaró a Trump como ganador del segundo distrito del Congreso de Maine, lo que le dio 203 votos electorales. Luego, Biden ganó Wisconsin y Míchigan, a las 2:16 p. m. y 3:58 p. m. EST, respectivamente, lo que lo llevó a 264 votos electorales, a solo 6 de la presidencia. En la mañana del 7 de noviembre, aproximadamente a las 11:25 a. m. EST, aproximadamente tres días y medio después del cierre de las urnas, ABC News, NBC News, CBS News, Associated Press, CNN y Fox News anunciaron la elección y los 20 votos electorales de Pensilvania para Biden, basándose en proyecciones de votos en Pensilvania que lo mostraban liderando fuera del umbral de recuento (0,5 % en ese estado), lo que lo colocaba con 284 votos electorales.Esa noche, Biden y Harris dieron discursos de victoria en Wilmington, Delaware.

### Observación electoral por parte de la OSCE
Por invitación del Departamento de Estado de los Estados Unidos, la Oficina de Instituciones Democráticas y Derechos Humanos (OIDDH) de la Organización para la Seguridad y la Cooperación en Europa (OSCE), que ha estado monitoreando las elecciones estadounidenses desde 2002 (como lo hace para las elecciones principales en todos los demás países miembros de la OSCE), envió 102 observadores de 39 países.El grupo de trabajo estaba formado por observadores de largo plazo de la oficina de la OIDDH (liderados por la exdiplomática polaca Urszula Gacek) desplegados en 28 estados desde septiembre y que cubrieron 15 estados el día de las elecciones, y un grupo de legisladores europeos que actuaban como observadores de corto plazo (liderados por el parlamentario alemán Michael Georg Link), informando desde Maryland, Virginia, California, Nevada, Míchigan, Misuri, Wisconsin y D.C.Debido a la pandemia de COVID-19, se redujo a una "misión de observación electoral limitada" de los 100 observadores de largo plazo y 400 observadores de corto plazo originalmente planificados.

Un informe provisional publicado por la OSCE poco antes de las elecciones señaló que muchos interlocutores de la OIDDH "expresaron graves preocupaciones sobre el riesgo de que se cuestionara la legitimidad de las elecciones debido a las reiteradas acusaciones del Presidente en ejercicio sobre un proceso electoral fraudulento, y en particular sobre el voto por correo".Al día siguiente de las elecciones, el grupo de trabajo publicó sus conclusiones preliminares,y parte del resumen decía:
Las elecciones generales del 3 de noviembre fueron competitivas y bien gestionadas a pesar de las incertidumbres jurídicas y los desafíos logísticos. En un entorno político altamente polarizado, la dura retórica de la campaña alimentó las tensiones. Las medidas destinadas a asegurar las elecciones durante la pandemia desencadenaron litigios prolongados impulsados por intereses partidistas. La incertidumbre causada por impugnaciones jurídicas tardías y denuncias de fraude electoral sin pruebas suficientes generó confusión y preocupación entre los funcionarios electorales y los votantes. Las normas de registro e identificación de votantes en algunos estados son excesivamente restrictivas para ciertos grupos de ciudadanos. Los medios de comunicación, aunque muy polarizados, brindaron una cobertura integral de la campaña e hicieron esfuerzos por proporcionar información precisa sobre la organización de las elecciones.
Link dijo que "el mismo día de las elecciones, no pudimos ver ninguna violación" en los lugares de votación visitados por los observadores.El grupo de trabajo tampoco encontró "nada anormal" al observar el manejo de las papeletas de voto por correo en las oficinas de correos, y Gacek fue citada diciendo: "Creemos que las acusaciones de irregularidades sistémicas en estas elecciones no tienen base sólida. El sistema se ha mantenido bien".La división de monitoreo electoral de la OSCE publicó un informe más completo a principios de 2021.

### Resultados generales
|  | 51.38 % |

|  | 46.91 % |

|  | 1.18 % |

|  | 0.25 % |

|  | 0.24 % |

|  | 100 % |

| \| Voto popular \| Voto popular \| Voto popular \| Voto popular \| Voto popular \| \| ------------ \| ------------ \| ------------ \| ------------ \| ------------ \| \| \| \| \| \| \| \| Biden \| Biden \| \| 51.38 % \| 51.38 % \| \| Trump \| Trump \| \| 46.91 % \| 46.91 % \| \| Jorgensen \| Jorgensen \| \| 1.18 % \| 1.18 % \| \| Hawkins \| Hawkins \| \| 0.26 % \| 0.26 % \| \| Otros \| Otros \| \| 0.22 % \| 0.22 % \| |           |  |         |         |
| Voto popular |           |  |         |         |
| |           |  |         |         |
| Biden | Biden     |  | 51.38 % | 51.38 % |
| Trump | Trump     |  | 46.91 % | 46.91 % |
| Jorgensen | Jorgensen |  | 1.18 %  | 1.18 %  |
| Hawkins | Hawkins   |  | 0.26 %  | 0.26 %  |
| Otros | Otros     |  | 0.22 %  | 0.22 %  |

| \| Votos electorales \| Votos electorales \| Votos electorales \| Votos electorales \| Votos electorales \| \| ----------------- \| ----------------- \| ----------------- \| ----------------- \| ----------------- \| \| \| \| \| \| \| \| Biden/Harris \| Biden/Harris \| \| 56.88 % \| 56.88 % \| \| Trump/Pence \| Trump/Pence \| \| 43.12 % \| 43.12 % \| |              |  |         |         |
| Votos electorales |              |  |         |         |
| |              |  |         |         |
| Biden/Harris | Biden/Harris |  | 56.88 % | 56.88 % |
| Trump/Pence | Trump/Pence  |  | 43.12 % | 43.12 % |

| 306   | 232   |
| Biden | Trump |

### Resultados por estado
|  | 62.23 % |

|  | 36.69 % |

|  | 1.09 % |

|  | 0 % |

|  | 0 % |

|  | 53.12 % |

|  | 43.01 % |

|  | 2.49 % |

|  | 0.75 % |

|  | 0.64 % |

|  | 49.09 % |

|  | 49.39 % |

|  | 1.52 % |

|  | 0 % |

|  | 0 % |

|  | 62.40 % |

|  | 34.77 % |

|  | 1.08 % |

|  | 0.24 % |

|  | 1.51 % |

|  | 34.33 % |

|  | 63.5 % |

|  | 1.07 % |

|  | 0.46 % |

|  | 0.63 % |

|  | 50.05 % |

|  | 48.70 % |

|  | 0.88 % |

|  | 0.22 % |

|  | 0.14 % |

|  | 55.11 % |

|  | 43.43 % |

|  | 1.11 % |

|  | 0.27 % |

|  | 0.07 % |

|  | 41.90 % |

|  | 55.40 % |

|  | 1.61 % |

|  | 0.28 % |

|  | 0.83 % |

|  | 39.22 % |

|  | 59.26 % |

|  | 1.11 % |

|  | 0.41 % |

|  | 0 % |

|  | 65.46 % |

|  | 31.93 % |

|  | 2.61 % |

|  | 0 % |

|  | 0 % |

|  | 61.77 % |

|  | 35.61 % |

|  | 2.63 % |

|  | 0 % |

|  | 0 % |

|  | 39.80 % |

|  | 58.78 % |

|  | 0.99 % |

|  | 0.42 % |

|  | 0 % |

|  | 5.45 % |

|  | 93 % |

|  | 0.6 % |

|  | 0.51 % |

|  | 0.45 % |

|  | 51.22 % |

|  | 47.87 % |

|  | 0.64 % |

|  | 0.13 % |

|  | 0.14 % |

|  | 49.26 % |

|  | 49.50 % |

|  | 1.25 % |

|  | 0 % |

|  | 0 % |

|  | 34.27 % |

|  | 63.73 % |

|  | 0.96 % |

|  | 0.67 % |

|  | 0.37 % |

|  | 63.89 % |

|  | 33.09 % |

|  | 1.89 % |

|  | 0 % |

|  | 1.13 % |

|  | 40.56 % |

|  | 57.54 % |

|  | 1.1 % |

|  | 0.51 % |

|  | 0.29 % |

|  | 57.06 % |

|  | 40.99 % |

|  | 1.95 % |

|  | 0 % |

|  | 0 % |

|  | 53.23 % |

|  | 45.01 % |

|  | 1.16 % |

|  | 0.18 % |

|  | 0.32 % |

|  | 56.21 % |

|  | 41.56 % |

|  | 2.23 % |

|  | 0 % |

|  | 0 % |

|  | 62.13 % |

|  | 36.17 % |

|  | 1.23 % |

|  | 0 % |

|  | 0.20 % |

|  | 58.46 % |

|  | 39.85 % |

|  | 1.01 % |

|  | 0 % |

|  | 0.68 % |

|  | 44.03 % |

|  | 53.10 % |

|  | 1.73 % |

|  | 1 % |

|  | 0.14 % |

|  | 37.02 % |

|  | 60.11 % |

|  | 1.66 % |

|  | 1.05 % |

|  | 0.16 % |

|  | 52.26 % |

|  | 44.82 % |

|  | 1.81 % |

|  | 0.95 % |

|  | 0.15 % |

|  | 32.37 % |

|  | 65.80 % |

|  | 1.11 % |

|  | 0.52 % |

|  | 0.20 % |

|  | 32.29 % |

|  | 65.90 % |

|  | 1.30 % |

|  | 0.52 % |

|  | 0 % |

|  | 47.85 % |

|  | 50.63 % |

|  | 1.09 % |

|  | 0.25 % |

|  | 0.18 % |

|  | 45.42 % |

|  | 52.55 % |

|  | 1.07 % |

|  | 0.31 % |

|  | 0.64 % |

|  | 57.60 % |

|  | 41.06 % |

|  | 0.61 % |

|  | 0.11 % |

|  | 0.62 % |

|  | 56.81 % |

|  | 41.42 % |

|  | 1.36 % |

|  | 0.27 % |

|  | 0.13 % |

|  | 56.92 % |

|  | 40.55 % |

|  | 2.53 % |

|  | 0 % |

|  | 0 % |

|  | 58.51 % |

|  | 39.36 % |

|  | 2.13 % |

|  | 0 % |

|  | 0 % |

|  | 56.35 % |

|  | 41.31 % |

|  | 2.34 % |

|  | 0 % |

|  | 0 % |

|  | 45.66 % |

|  | 52.30 % |

|  | 2.04 % |

|  | 0 % |

|  | 0 % |

|  | 75.59 % |

|  | 22.41 % |

|  | 2 % |

|  | 0 % |

|  | 0 % |

|  | 47.67 % |

|  | 50.06 % |

|  | 1.05 % |

|  | 0 % |

|  | 1.22 % |

|  | 41.40 % |

|  | 57.33 % |

|  | 0.70 % |

|  | 0.31 % |

|  | 0.25 % |

|  | 37.76 % |

|  | 60.9 % |

|  | 0.7 % |

|  | 0.38 % |

|  | 0.26 % |

|  | 45.49 % |

|  | 52.86 % |

|  | 1.65 % |

|  | 0 % |

|  | 0 % |

|  | 43.50 % |

|  | 54.29 % |

|  | 1.36 % |

|  | 0.48 % |

|  | 0.38 % |

|  | 53.29 % |

|  | 45.25 % |

|  | 1.14 % |

|  | 0 % |

|  | 0.32 % |

|  | 65.37 % |

|  | 32.29 % |

|  | 1.58 % |

|  | 0 % |

|  | 0.75 % |

|  | 40.66 % |

|  | 56.86 % |

|  | 1.76 % |

|  | 0.5 % |

|  | 0.21 % |

|  | 48.84 % |

|  | 50.02 % |

|  | 1.15 % |

|  | 0 % |

|  | 0 % |

|  | 38.82 % |

|  | 59.71 % |

|  | 0.98 % |

|  | 0 % |

|  | 0.49 % |

|  | 60.68 % |

|  | 37.46 % |

|  | 0.98 % |

|  | 0 % |

|  | 0.89 % |

|  | 52.08 % |

|  | 46.50 % |

|  | 1.12 % |

|  | 0.30 % |

|  | 0 % |

|  | 58.15 % |

|  | 37.66 % |

|  | 2.58 % |

|  | 0.34 % |

|  | 1.26 % |

|  | 30.84 % |

|  | 66.44 % |

|  | 0.99 % |

|  | 0.36 % |

|  | 1.38 % |

|  | 44.19 % |

|  | 54.35 % |

|  | 1.46 % |

|  | 0 % |

|  | 0 % |

|  | 68.63 % |

|  | 29.70 % |

|  | 1.34 % |

|  | 0.33 % |

|  | 0 % |

|  | 39.03 % |

|  | 58.36 % |

|  | 1.98 % |

|  | 0.45 % |

|  | 0.18 % |

|  | 48.94 % |

|  | 49.57 % |

|  | 1.17 % |

|  | 0 % |

|  | 0.32 % |

|  | 70.38 % |

|  | 26.72 % |

|  | 2.10 % |

|  | 0 % |

|  | 0.80 % |

Dos estados, Maine y Nebraska, permiten que sus votos electorales se dividan entre los candidatos por distritos del Congreso. El ganador de cada distrito congresional obtiene un voto electoral para el distrito. El ganador de la votación estatal obtiene dos votos electorales adicionales.  

### Estados y distritos que cambiaron de republicanos a demócratas
- Arizona
- Georgia
- Míchigan
- 2º distrito congresional de Nebraska
- Pensilvania
- Wisconsin

### Estados cerrados
Estados donde el margen de victoria fue inferior al 1% (37 votos electorales; todos ganados por Biden):
1. Georgia, 0.23% (11,779 votos) – 16 votos electorales
2. Arizona, 0.30% (10,457 votos) – 11 votos electorales
3. Wisconsin, 0.63% (20,682 votos) – 10 votos electorales

Estados donde el margen de victoria estuvo entre el 1% y el 5% (86 votos electorales; 42 ganados por Biden, 44 por Trump):
1. Pensilvania, 1.16% (80,555 votos) – 20 votos electorales
2. Carolina del Norte, 1.34% (74,483 votos) – 15 votos electorales
3. Nevada, 2.39% (33,596 votos) – 6 votos electorales
4. Michigan, 2.78% (154,188 votos) – 16 votos electorales
5. Florida, 3.36% (371,686 votos) – 29 votos electorales

Estados/distritos donde el margen de victoria estuvo entre el 5% y el 10% (80 votos electorales; 17 ganados por Biden, 63 por Trump):
1. Texas, 5.58% (631,221 votos) – 38 votos electorales
2. 2º distrito congresional de Nebraska, 6.50% (22,091 votos) – 1 voto electoral
3. Minnesota, 7.12% (233,012 votos) – 10 votos electorales
4. New Hampshire, 7.35% (59,267 votes) – 4 votos electorales
5. 2º distrito congresional de Maine, 7.44% (27,996 votos) – 1 voto electoral
6. Ohio, 8.03% (475,669 votos) – 18 votos electorales
7. Iowa, 8.20% (138,611 votos) – 6 votos electorales
8. Maine, 9.07% (74,335 votos) – 2 votos electorales

### Estadísticas de los condados
Condados con mayor porcentaje de voto demócrata:
1. Condado de Kalawao, Hawaii – 95.8%
2. Condado de Prince George (Maryland) – 89.26%
3. Condado de Oglala Lakota, Dakota del Sur – 88.41%

Condados con mayor porcentaje de voto republicano:
1. Condado de Roberts, Texas – 96.18%
2. Condado de Borden, Texas – 95.43%
3. Condado de King, Texas – 94.97%
4. Condado de Garfield, Montana – 93.97%
5. Condado de Glasscock, Texas – 93.57%

### Mapas

Resultados por estado, sombreados de acuerdo con el porcentaje de votos del candidato ganador
Estados sombreados por el margen de victoria
Un cartograma discontinuo de las elecciones presidenciales de Estados Unidos de 2020
Resultados por condado
Resultados por condado, sombreados de acuerdo con el porcentaje de votos del candidato ganador
Los resultados por condado de las elecciones presidenciales de 2016 a las de 2020
Oscilación del condado de 2016 a 2020
Resultados electorales sombreados por condado (escala rojo-púrpura-azul)
Un cartograma continuo a nivel de condado de  de los Estados Unidos de 2020
Resultados electorales por distrito congresional
Resultados por estado, sombreados según el porcentaje de votos para Jo Jorgensen

## Secuelas

### Noche de elecciones
La noche de las elecciones, el 3 de noviembre, terminó sin un ganador claro, ya que muchos resultados estatales fueron demasiado ajustados para declarar un ganador y millones de votos quedaron sin contar, incluso en los estados en disputa de Wisconsin, Míchigan, Pensilvania, Carolina del Norte, Georgia, Arizona y Nevada.Los resultados se retrasaron en estos estados debido a las reglas locales sobre el recuento de las papeletas de voto por correo.Las papeletas de voto por correo se volvieron particularmente frecuentes en las elecciones de 2020 debido al brote generalizado de la pandemia de COVID-19. Se presentaron más de 67 millones de papeletas de voto por correo, más del doble de los 33,5 millones de la elección anterior.En una victoria declarada después de la medianoche, Trump ganó el estado clave de Florida por más de tres puntos porcentuales, un aumento de su margen de 1,2 puntos porcentuales en 2016, después de haber visto ganancias significativas en el apoyo entre la comunidad latina en el condado de Miami-Dade.
Poco después de las 12:30 a. m. EST, Biden pronunció un breve discurso en el que instó a sus seguidores a ser pacientes mientras se contaban los votos, y dijo que creía que estaba "en camino de ganar esta elección".Poco antes de las 2:30 a. m. EST, Trump pronunció un discurso ante una sala llena de seguidores, afirmando falsamente que había ganado las elecciones y pidiendo que se detuviera todo el recuento de votos, diciendo que continuar con el recuento era "un fraude al pueblo estadounidense" y "iremos a la Corte Suprema de los Estados Unidos".La campaña de Biden denunció estos intentos, alegando que la campaña de Trump estaba participando en un "esfuerzo descarado para quitarles los derechos democráticos a los ciudadanos estadounidenses".

### Recuento tardío
En Pensilvania, donde el recuento de votos por correo comenzó la noche de las elecciones, Trump declaró la victoria el 4 de noviembre con una ventaja de 675.000 votos, a pesar de que quedaban más de un millón de votos sin contar. Trump también declaró la victoria en Carolina del Norte y Georgia, a pesar de que quedaban muchos votos sin contar.A las 11:20 p. m. EST en la noche de las elecciones, Fox News proyectó que Biden ganaría Arizona, y Associated Press hizo el mismo pronóstico a las 2:50 a. m. EST del 4 de noviembre;varios otros medios de comunicación concluyeron que el estado estaba demasiado reñido para predecir el resultado.Para la noche del 4 de noviembre,Associated Press informó que Biden había asegurado 264 votos electorales al ganar Míchigan y Wisconsin, mientras que Pensilvania, Carolina del Norte, Georgia y Nevada seguían sin anunciar.Biden tenía una ventaja del 1% en Nevaday mantuvo una ventaja del 2,3% en Arizona hasta el 5 de noviembre,necesitando solamente ganar Nevada y Arizona o ganar Pensilvania para obtener los 270 votos electorales necesarios.
Algunos partidarios de Trump expresaron su preocupación por un posible fraude después de ver al presidente liderando en algunos estados la noche de las elecciones, solo para ver a Biden tomar la delantera en los días posteriores. Los expertos electoralesatribuyeron esto a varios factores, incluido un "espejismo rojo" de resultados tempranos contados en áreas rurales relativamente poco pobladas que favorecían a Trump, que se cuentan más rápido, seguidos más tarde por resultados de áreas urbanas más pobladas que favorecían a Biden, que tardan más en contarse. En algunos estados como Pensilvania, Míchigan y Wisconsin, las legislaturas controladas por los republicanos prohibieron que se contaran las papeletas enviadas por correo antes del día de las elecciones, y una vez que se contaron esas papeletas, generalmente favorecieron a Biden, al menos en parte porque Trump había expresado durante meses su preocupación por las papeletas enviadas por correo, alentando a sus partidarios a votar en persona. Por el contrario, en estados como Florida, que permitieron el recuento de votos por correo durante semanas antes del día de las elecciones, un cambio azul temprano que dio la apariencia de una ventaja de Biden fue luego superado por la votación en persona que favoreció a Trump, lo que resultó en que el estado fuera declarado ganador del presidente la noche de las elecciones.
El 5 de noviembre, un juez federal desestimó una demanda de la campaña de Trump para detener el recuento de votos en Pensilvania. La campaña de Trump había alegado que a sus observadores no se les dio acceso para observar la votación, pero sus abogados admitieron durante la audiencia que sus observadores ya estaban presentes en la sala de recuento de votos.También ese día, un juez estatal desestimó otra demanda de la campaña de Trump que alegaba que en Georgia se contaron las papeletas que llegaron tarde. El juez dictaminó que no se había presentado ninguna prueba de que las papeletas se hubieran entregado tarde.Mientras tanto, un juez estatal de Míchigan desestimó la demanda de la campaña de Trump que solicitaba una pausa en el recuento de votos para permitir el acceso de los observadores, ya que el juez señaló que el recuento de votos ya había terminado en Míchigan.Ese juez también señaló que la denuncia oficial no indicaba "por qué", "cuándo, dónde o por quién" se impidió supuestamente que un observador electoral observara el recuento de votos en Míchigan.
El 6 de noviembre, Biden asumió la delantera en Pensilvania y Georgia mientras los estados continuaban contando votos, y los votos en ausencia en esos estados favorecían fuertemente a Biden.Debido al estrecho margen entre Biden y Trump en el estado, el Secretario de Estado de Georgia, Brad Raffensperger, anunció el 6 de noviembre que se llevaría a cabo un recuento en Georgia. En ese momento, Georgia no había visto "ninguna irregularidad generalizada" en esta elección, según el administrador del sistema de votación del estado, Gabriel Sterling.
Además, el 6 de noviembre, el juez de la Corte Suprema de los Estados Unidos, Samuel Alito, emitió una orden que requería que los funcionarios de Pensilvania separaran las papeletas que llegaban tarde, en medio de una disputa sobre si la Corte Suprema del estado ordenó válidamente una extensión de tres días del plazo para que llegaran las papeletas por correo.Varios fiscales generales republicanos presentaron escritos amicus curiae ante la Corte Suprema de los Estados Unidos en días posteriores, coincidiendo con la opinión del Partido Republicano de Pensilvania de que solo la legislatura estatal podía cambiar la fecha límite para la votación.
El 7 de noviembre, varios republicanos prominentes habían denunciado públicamente las afirmaciones de Trump sobre fraude electoral, diciendo que no estaban fundamentadas, carecían de pruebas, eran perjudiciales para el proceso electoral, socavaban la democracia y eran peligrosas para la estabilidad política, mientras que otros apoyaron su demanda de transparencia.Según CNN, personas cercanas a Donald Trump, como su yerno y asesor principal Jared Kushner y su esposa Melania Trump, lo instaron a aceptar su derrota. Si bien Donald Trump reconoció en privado el resultado de las elecciones presidenciales, alentó a su equipo legal a seguir presentando desafíos legalesTrump esperaba ganar las elecciones en Arizona, pero cuando Fox News declaró a Biden como el vencedor del estado, Trump se enfureció y afirmó que el resultado se debió a un fraude.Trump y sus aliados sufrieron aproximadamente 50 pérdidas legales en cuatro semanas después de comenzar su litigio.En vista de estas derrotas legales, Trump comenzó a emplear "una campaña de presión pública sobre los funcionarios republicanos estatales y locales para manipular el sistema electoral en su nombre".